# Handenberg
Handenberg è un comune austriaco di 1 286 abitanti nel distretto di Braunau am Inn, in Alta Austria.